# Ellen Mitchell
Pour les articles homonymes, voir Mitchell.
Ellen Mitchell, née Ellen Thomsen, est une ancienne handballeuse internationale norvégienne.
Avec l'équipe nationale de Norvège, elle atteint la finale du championnat d'Europe 1996 et du championnat du monde 1997

## Palmarès

### Sélection nationale
championnats du monde  
- finaliste du championnat du monde 1997

championnats d'Europe  
- finaliste du championnat d'Europe 1996